# Homaliodendron fruticosum
Homaliodendron fruticosum là một loài Rêu trong họ Neckeraceae. Loài này được (Mitt.) S. Olsson, Enroth & D. Quandt miêu tả khoa học đầu tiên.